# Casa de Quaid-e-Azam

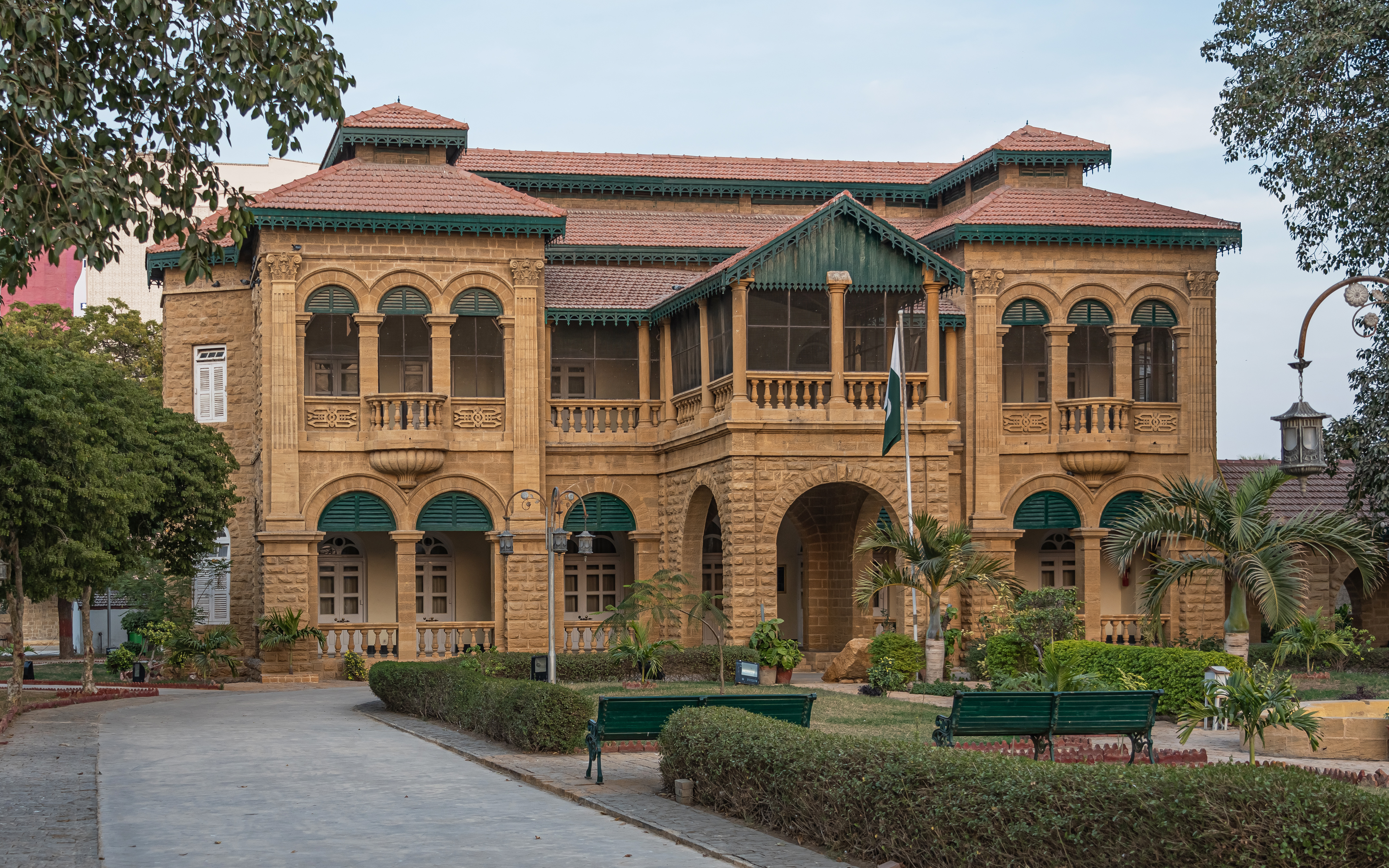
Casa de Quaid-e-Azam

La Casa de Quaid-e-Azam, también conocida como Casa de Flagstaff, es un museo dedicado a los efectos personales de Quaid-i-Azam Muhammad Ali Jinnah, el fundador de la moderna Pakistán. Situado en Karachi, Sindh, Pakistán, es la antigua casa de Jinnah, quien vivió allí desde 1944 hasta su muerte en 1948. Su hermana, Fátima Jinnah vivió allí hasta 1964. El edificio fue adquirido en 1985 por el gobierno pakistaní y conservado como un museo.